# Muri Costa
Muri Costa, nome artístico de Maurício Castro da Costa (Rio de Janeiro, 14 de janeiro de 1955) é um compositor, instrumentista e cantor brasileiro.
Ao violão, acompanhou o músico Dorival Caymmi com mais de 100 apresentações pelo Brasil e exterior. Durante 15 anos, além de gravar 2 discos, também foi diretor musical e violinista de Danilo Caymmi. Trabalhou com vários artistas da música popular brasileira, como Gal Costa, Daniela Mercury, Miúcha, Tom Jobim, Dori Caymmi, Elba Ramalho, Paulinho da Viola, Leny Andrade, Nelson Sargento, Milton Nascimento, Marlui Miranda, Sá & Guarabyra, Beth Carvalho, Wagner Tiso e Gilberto Gil.

## Discografia
- (1998) Samba de Cartola
- (1997) Quem é de Sambar
- (1992) Muri Costa
- (1982) Barato Total
- (1981) Céu da Boca
- (1979) Verão
- (1978) Corra o Risco
- (1976) Durante o Verão
- (1974) A Barca do Sol